# Kreislingsverwandte
Die Kreislingsverwandte (Cudoniaceae) bilden eine Familie der Pilze innerhalb der Ordnung der Runzelschorfartigen.  

## Merkmale
Die Kreislingsverwandten formen einen gestielten, hell gefärbten Fruchtkörper, der gewöhnlich in einen klar unterscheidbaren Stiel und einer seitlich abgeflachten oder unregelmäßigen Fruchtschicht gegliedert ist. Diese ist bräunlich bis gelb. Die Schicht zwischen den Schläuchen ist aus schmalen, verzweigten, zur Spitze hin gekrümmten  Paraphysen aufgebaut. Die Schläuche sind zylindrisch-keulig geformt, dünnwandig und mit einer  amyloiden (mit Jod anfärbbaren) oder auch inamyloiden (nicht mit Jod anfärbbaren) Pore. Die länglichen Ascosporen sind vielfach septiert und im Schlauch bündelig angeordnet. Sie sind meist in einer gelatinösen Hülle, ähnlich wie viele Arten der Runzelschorfverwandten. Die Kreislingsverwandten besitzen kein Stroma.

## Ökologie
Kreislingsverwandte sind in der nördlichen Hemisphäre verbreitet, besonders aber in Gebieten mit gemäßigtem Klima. Nur wenige Arten kommen in subtropischen Gebieten vor. Es sind keine Mykorrhiza-Bildner bekannt, sie leben also vermutlich saprotroph im Boden oder auf Blattstreu. Eventuell leben sie auf im Boden vergrabenen Holz.

## Systematik
Die Kreislingsverwandten waren lange in der Familie der Erdzungenverwandten (Geoglossaceae) in der Ordnung der Helotiales eingegliedert. Die Geoglossaceae wurden dann aber als eigene Klasse angesehen (Geoglossomycetes) und die neu erstellte Familie Cudoniaceae wurde von P.F.Cannon zuerst noch in die Ordnung Helotiales gestellt, später dann aber zu den Rhytismatales gehörig erkannt. Ge und Kollegen erkannten, dass die Gattung Cudonia monophyletisch ist, die Gattung Spathularia hingegen polyphyletisch, was eine Aufspaltung in mehrere Gattungen in nächster Zukunft wahrscheinlich machen wird. Es wird auch eine Eingliederung der Gattung in Cudonia diskutiert.
Zu der Familie der Kreislingsverwandten gehören zurzeit (Dezember 2015) folgende Gattungen:
- Kreislinge (Cudonia)
- Spatelinge (Spathularia)